# P.S. I Love You (film)
P.S. I Love You è un film del 2007 diretto da Richard LaGravenese, tratto dall'omonimo romanzo di Cecelia Ahern.
Il film è uscito nelle sale italiane il 1º febbraio 2008.

## Trama
È la storia di Holly e Gerry, una coppia giovane e felice fino a quando improvvisamente Gerry si ammala e muore. Holly, ancora ventinovenne, si ritrova già vedova e con un senso di vuoto nella sua vita. È arrabbiata perché si sente tradita da Gerry, proprio lui che le aveva promesso di starle accanto per il resto della sua esistenza. Ma Gerry non ha dimenticato la promessa fatta mentre era in vita e trova il modo di farle avere una lettera in date ben precise, con un messaggio che le possa essere d'aiuto per ritornare a vivere anche senza di lui e alla fine di ogni messaggio non dimentica mai di ricordarle una cosa: P.S. I love you! Pian piano Holly impara che deve continuare a vivere anche senza Gerry, che rimarrà per sempre nel suo cuore.

## Colonna sonora
La colonna sonora originale del film comprende diverse canzoni di cantanti o gruppi conosciuti:
- Love You 'til the End - The Pogues
- Trouble - Greg Dulli e Kerry Brown
- Lloyd, I'm Ready to Be Heartbroken - Camera Obscura
- The South Wind - scritta da Robert White e Michael Norton
- Fairytale of New York - The Pogues
- Safe and Sound - Nick Pagliari
- Everything We Had - The Academy Is...
- Heartbeat at the Center of the World - Joan Jones
- Fortress - Hope
- Love You 'til the End - Gerard Butler e Nancy Wilson
- The Man That Got Away - Judy Garland
- Got Me Like Oh - Gia Farrell
- Cupid Shuffle (Solitaire Mix) - Cupid
- In the Beginning - The Stills
- It's a Long Way to Tipperary
- No Other Love - Chuck Prophet
- Mustang Sally - Gerard Butler
- Gett Off - Hilary Swank
- The Last Train Home - Ryan Star
- Love You 'til the End - Hilary Swank e Nancy Wilson
- More Time - Needtobreathe
- Take It All Back - The Revs
- Hat Fulla Sand - Nancy Wilson
- Rewind - Paolo Nutini
- The Galway Girl - Gerard Butler, Nancy Wilson, Craig Bartok e Julian Bunetta
- Steps (from Now Voyager) - Max Steiner
- Carousel - Laura Izibor
- In a Swingin' Mood - Curt Sobel e Gary Schreiner
- My Sweet Song - Toby Lightman
- P.S. I Love You - Nellie McKay
- If I Ever Leave This World Alive - Flogging Molly
- Same Mistake -James Blunt
- Kisses and Cake - John Powell

## Promozione

### Tagline promozionali
(Tagline del film.)